# موغنس كليتغارد
موغنس كليتغارد (بالدنماركية: Mogens Klitgaard)‏ هو مؤلف وكاتب دنماركي، ولد في 23 أغسطس 1906 في كوبنهاغن في الدنمارك، وتوفي في 23 ديسمبر 1945 في آرهوس في الدنمارك.